# Somdev Devvarman
Somdev Devvarman, czasem zapisywane również Somdev Dev Varman (ur. 13 lipca 1985 w Asamie) – indyjski tenisista, reprezentant w Pucharze Davisa, olimpijczyk z Londynu (2012).

## Kariera tenisowa
Jako zawodowy tenisista występował w latach 2008–2017.
W grze pojedynczej wielokrotnie wygrywał turnieje kategorii ATP Challenger Tour. W cyklu ATP World Tour osiągnął 2 finały, w 2009 roku w Ćennaju i w 2011 roku w Johannesburgu.
W grze podwójnej Devvarman awansował do 1 finału rozgrywek ATP World Tour, w 2011 roku razem z Treatem Hueyem w Los Angeles.
W 2010 roku Hindus zdobył złoty medal podczas igrzysk wspólnoty narodów w konkurencji gry pojedynczej. W tym samym roku, podczas igrzysk azjatyckich wygrał złote medale w grze pojedynczej i grze podwójnej. W deblu występował w parze z Sanamem Singhem. Ponadto wywalczył brązowy medal w zawodach drużynowych.
W 2012 roku Devvarman uczestniczył w igrzyskach olimpijskich w Londynie, w rywalizacji singlowej. Odpadł w 1 rundzie pokonany przez Jarkko Nieminena.
W latach 2008–2015 reprezentował Indie w Pucharze Davisa rozgrywając łącznie 25 meczów, z których w 14 triumfował.
W rankingu gry pojedynczej Devvarman najwyżej był na 62. miejscu (25 lipca 2011), a w klasyfikacji gry podwójnej na 139. pozycji (31 października 2011).
W roku 2011 został laureatem nagrody Arjuna Award.

### Finały w turniejach ATP World Tour
| Legenda                     |
| Wielki Szlem                |
| ATP World Tour Finals       |
| ATP World Tour Masters 1000 |
| Igrzyska olimpijskie        |
| ATP World Tour 500          |
| ATP World Tour 250          |

#### Gra pojedyncza (0–2)
| Końcowy wynik | Nr | Data             | Turniej      | Nawierzchnia | Przeciwnik     | Wynik finału  |
| ------------- | -- | ---------------- | ------------ | ------------ | -------------- | ------------- |
| Finalista     | 1. | 11 stycznia 2009 | Ćennaj       | Twarda       | Marin Čilić    | 4:6, 6:7(3)   |
| Finalista     | 2. | 6 lutego 2011    | Johannesburg | Twarda       | Kevin Anderson | 6:4, 3:6, 2:6 |

#### Gra podwójna (0–1)
| Końcowy wynik | Nr | Data          | Turniej     | Nawierzchnia | Partner    | Przeciwnicy                 | Wynik finału    |
| ------------- | -- | ------------- | ----------- | ------------ | ---------- | --------------------------- | --------------- |
| Finalista     | 1. | 31 lipca 2011 | Los Angeles | Twarda       | Treat Huey | Mark Knowles Xavier Malisse | 6:7(3), 6:7(10) |